# Vīnaq
Vīnaq (persiska: وينَق, وینق) är en ort i Iran.   Den ligger i provinsen Östazarbaijan, i den nordvästra delen av landet, 500 km nordväst om huvudstaden Teheran. Vīnaq ligger 1 139 meter över havet och antalet invånare är 141.
Terrängen runt Vīnaq är huvudsakligen kuperad, men västerut är den bergig. Runt Vīnaq är det ganska glesbefolkat, med 27 invånare per kvadratkilometer. Närmaste större samhälle är Jānān Lū, 12,1 km norr om Vīnaq. Trakten runt Vīnaq består i huvudsak av gräsmarker.